# Letterlijn

De letterlijn (base line) in verhouding tot de kapitaalhoogte (cap height), de stokhoogte (ascender height), de x-hoogte (x-height) en de staartlengte (descender height)

De letterlijn, basislijn of schriftlijn is de denkbeeldige lijn waarop letters staan en waaronder de staarten van kleine letters uitkomen. De interlinie of regelafstand wordt gemeten van letterlijn tot letterlijn.